# نیروی دریایی سلطنتی ایتالیا
نیروی دریایی پادشاهی ایتالیا (به ایتالیایی: Regia Marina) نیروی دریایی پادشاهی ایتالیا بود که در بازهٔ ۱۸۶۱ تا ۱۹۴۶ خدمت می‌کرد با ایجاد جمهوری ایتالیا Repubblica Italiana نام این نیرو به نیروی دریایی ایتالیا (Marina Militare) تغییر کرد.

## پیشینه
نیروی دریایی پادشاهی ایتالیا در ۱۷ مارس ۱۸۶۱ با تشکیل پادشاهی ایتالیا و به هم پیوستن و اتحاد چندین استان در شبه‌جزیره ایتالیا ایجاد شد در نیروی دریایی از نیروهای همین استان‌ها استفاده شده بود. بخش‌های اصلی این نیروی دریایی از پادشاهی‌های ساردنی و ناپل ساخته شده بود.
در نیروی دریایی یکپارچگی مورد انتظار وجود نداشت و گاهی میان افسران اختلاف وجود داشت این افسران در مدارس دریانوردی متفاوت از جنوآ و ناپل آموزش دیده بودند و با هم هماهنگ نبودند تا اینکه با تأسیس دانشگاه نیروی دریایی در ۱۸۸۱ در لیورنو این ناهماهنگی‌ها کمتر شد. مشکل دوم نیروی دریایی ایتالیا این بود که این نیرو هنگامی تشکیل شد که دنیای دریانوردی و سلاح‌های دریایی به سرعت در حال پیشرفت بود و نیروی دریایی ایتالیا از این پیشرفت‌ها جا مانده بود برای نمونه در آن دوران یواس‌اس مانیتور و سی‌اس‌اس ویرجینیا ساخته شده بود؛ بسیاری از وسایل مورد استفاده در نیروی دریایی ایتالیا منسوخ شده بود تا اینکه با آمدن کارلو دی پرسانو و خرید تجهیزات از کشورهای دیگر تلاش شد تا نیروی دریایی ایتالیا هم به روز شود.